# 大阪市電9系統
大阪市電9系統は、かつて大阪市交通局が経営していた大阪市営電気鉄道（大阪市電）の運転系統｛1959年（昭和34年）当時｝。及び、その路線名。

## 概要
- 所属車庫：今里車庫
- 色別：■

## 駅一覧
| 駅名             | 接続路線                                          | 道路名                                   | 所在地 |
| ---------------- | ------------------------------------------------- | ---------------------------------------- | ------ |
| 玉船橋           | 大阪市電：辰巳橋方面                              |                                          | 大阪市 |
| 安治川源兵衛渡   |                                                   |                                          | 大阪市 |
| 安治川一丁目     |                                                   |                                          | 大阪市 |
| 国津橋           |                                                   |                                          | 大阪市 |
| 本田町二丁目     |                                                   |                                          | 大阪市 |
| 本田町一丁目     | 大阪市電：花園橋・本田三番町方面                  |                                          | 大阪市 |
| 松島町一丁目     | 大阪市電：松島町二丁目方面                        | 長堀通 大阪府道173号大阪八尾線           | 大阪市 |
| 西区役所前       |                                                   | 長堀通 大阪府道173号大阪八尾線           | 大阪市 |
| 白髪橋           | 大阪市電：あみだ池・西立売堀方面                  | 長堀通 大阪府道173号大阪八尾線           | 大阪市 |
| 西長堀北通二丁目 |                                                   | 長堀通 大阪府道173号大阪八尾線           | 大阪市 |
| 四つ橋           | 大阪市電：北堀江通一丁目・新町橋方面              | 長堀通 大阪府道173号大阪八尾線           | 大阪市 |
| 佐野屋橋         | 大阪市営地下鉄：1号線                             | 長堀通 国道308号 大阪府道173号大阪八尾線 | 大阪市 |
| 心斎橋           |                                                   | 長堀通 国道308号 大阪府道173号大阪八尾線 | 大阪市 |
| 三休橋           |                                                   | 長堀通 国道308号 大阪府道173号大阪八尾線 | 大阪市 |
| 長堀橋           | 大阪市電：清水町・南久宝寺町方面                  | 長堀通 国道308号 大阪府道173号大阪八尾線 | 大阪市 |
| 末吉橋           |                                                   | 長堀通 国道308号 大阪府道173号大阪八尾線 | 大阪市 |
| 谷町六丁目       |                                                   | 長堀通 国道308号 大阪府道173号大阪八尾線 | 大阪市 |
| 上本町二丁目     | 大阪市電：上本町四丁目・上本町一丁目              | 長堀通 国道308号 大阪府道173号大阪八尾線 | 大阪市 |
| 東雲町           |                                                   | 長堀通 国道308号 大阪府道173号大阪八尾線 | 大阪市 |
| 玉造             | 大阪市電：真田山・玉堀町方面 日本国有鉄道：城東線 | 長堀通 国道308号 大阪府道173号大阪八尾線 | 大阪市 |
| 中道本通二丁目   |                                                   | 長堀通 国道308号 大阪府道173号大阪八尾線 | 大阪市 |
| 今里             | 大阪市電：今里車庫前方面                          | 長堀通 国道308号 大阪府道173号大阪八尾線 | 大阪市 |